# Herb Radłowa

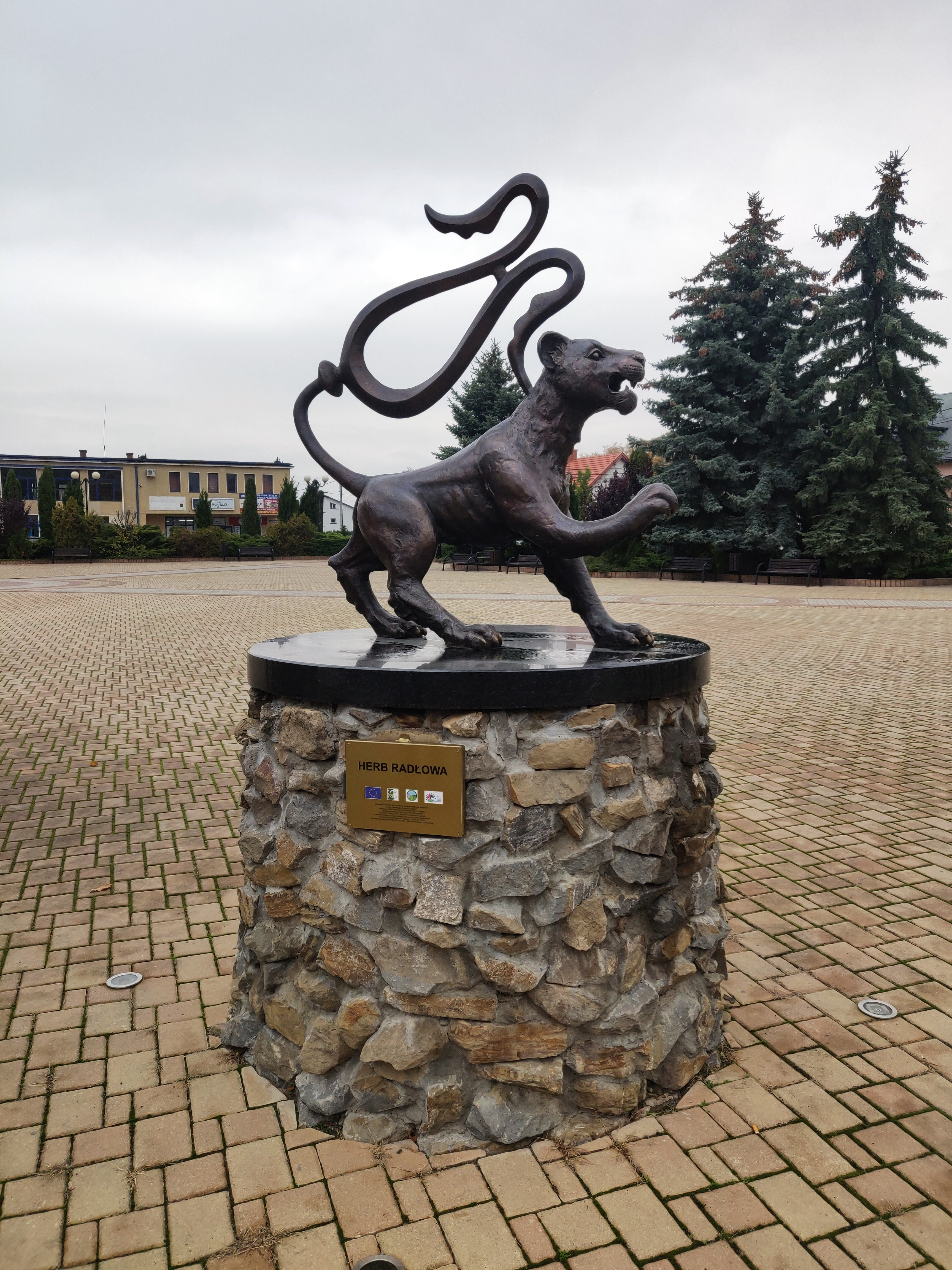
Pomnik lwa na Rynku - symbol miasta

Herb Radłowa – jeden z symboli miasta Radłów i gminy Radłów w postaci herbu.

## Wygląd i symbolika
Herb przedstawia czarnego, kroczącego lwa, bez grzywy, z długim, rozwidlonym ogonem, który został ukazany na czerwonym tle.
Herb nawiązuje do ornamentów zwierzęcych na miejscowym kościele parafialnym Św. Jana Chrzciciela z 1337 roku.

## Historia
Przyjęty w styczniu 2010 r. Wcześniej, od 1 stycznia, Radłów był jedynym miastem w Polsce pozbawionym herbu. W toku opracowywania symboli odrzucono projekt przedstawiający słup graniczny z 1450 roku. Debatowano też nad kształtem lwa.